# Mujer con crisantemos
Mujer con crisantemos o Mujer sentada al lado de un florero es un cuadro del pintor francés Edgar Degas, realizado en 1865 y conservado en el Museo Metropolitano de Arte.

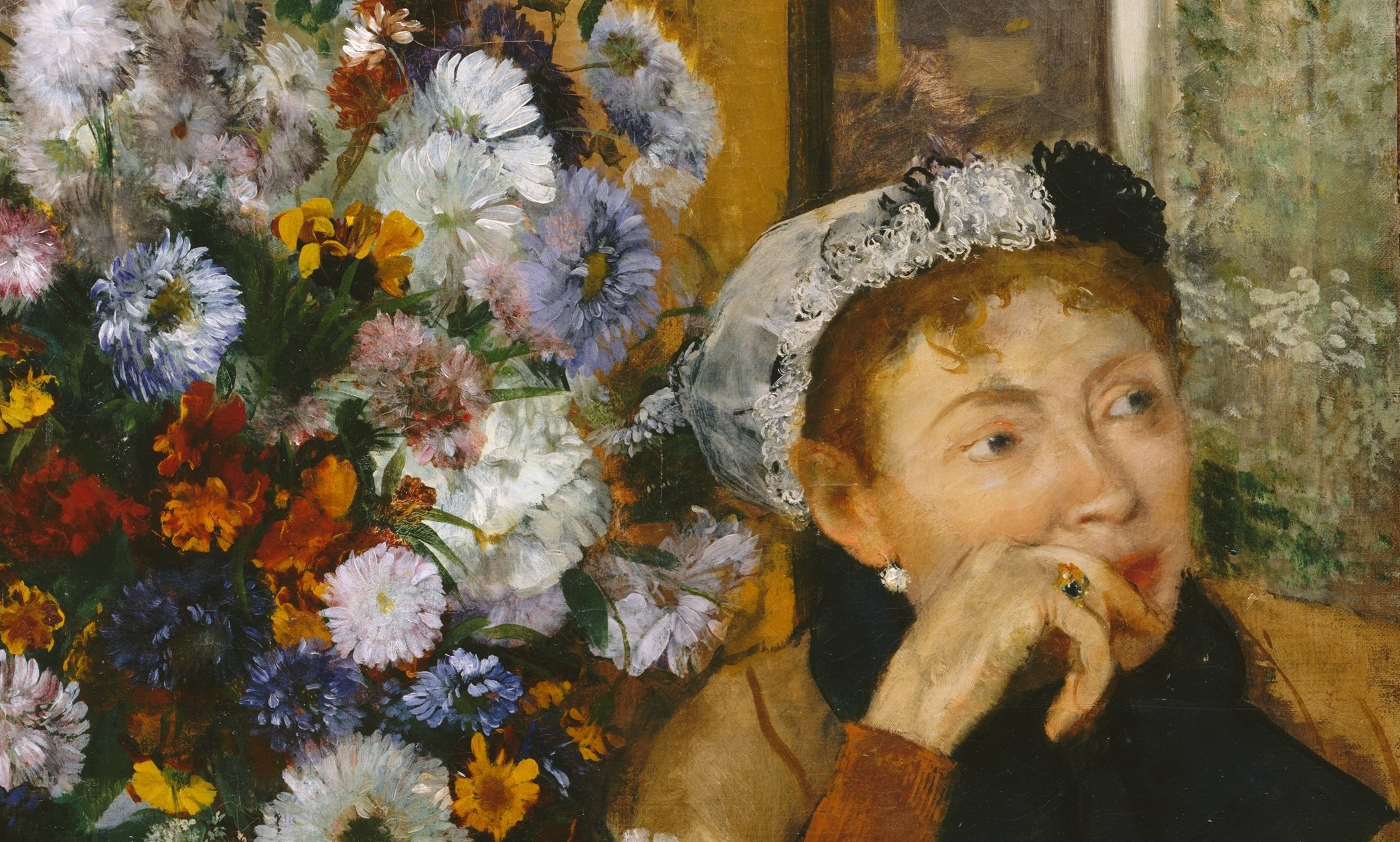
Mujer con crisantemos, detalle.

## Descripción
Mujer con crisantemos despertó el comentario del filósofo austríaco Karl Popper, muy impresionado por la opción de Degas de poner como centro de la composición un gran ramo de flores, exiliando de ese modo al sujeto principal a los márgenes del cuadro: «Mujer con crisantemos es el resultado de una técnica de composición descentrada, cercana a la de ciertos fotógrafos».
Como observa Popper, de hecho, en Mujer con crisantemos Degas elude aquella particular retórica de la manera académica y actualiza la escena con una audaz composición. En el centro del cuadro campa un gran jarrón con crisantemos. El sujeto principal del cuadro, la baronesa Valpinçon (esposa del notable coleccionista de arte francés), es en cambio delegada a una posición excéntrica, colocada en la periferia de la obra: es una opción compositiva que desorienta mucho al observador, habituado a contemplar pinturas que resaltan la centralidad de la figura humana. La marginalidad de la representada se acentúa por el gesto que hace, con el cual se cubre parcialmente el rostro, y por su aire de distracción: ella, de hecho, tiene un aire soñador y está cerrada en sus pensamientos, dirigiendo la mirada hacia la derecha, como si quisiera expandir en esa dirección el espacio pictórico («parece casi» observa la crítica del arte Alessandra Borgogelli «que quiera reconquistar esa centralidad que el autor le ha negado, confinándola al lado, [...] en segundo plano»). Recordando el comentario de otro crítico, Bernd Growe, «todo es cotidiano, un momento casual de tranquilidad atrapado entre dos acciones».
Una pieza de particular preciosidad pictórica es el propio jarrón de crisantemos multicolores, el cual se dilata sensualmente sobre la superficie pictórica, «estallando en una miríada de pétalos impalpables» (Borgogelli). Degas investiga en esta naturaleza muerta de manera extremadamente analítica, analizando y representando cada detalle completo en una fantasmagoría de retoques refinados al límite de las posibilidades técnicas. El pintor, a pesar de la laboriosidad del procedimiento, disfrutó mucho describiendo los crisantemos hasta el más mínimo detalle. Lo atestigua Paul Valéry:

"Un día, en el Louvre, paseaba por la Grande Galerie con Degas. Nos detuvimos ante un notable lienzo de Rousseau que representa bellamente una avenida de enormes robles. Luego de unos minutos de admiración, noté con qué cuidado y paciencia el pintor [...] había cuidado los detalles ad finitum o producido una ilusión suficiente de ese particular hasta el punto de sugerir una obra infinita. "Es maravilloso", le dije, "pero qué fastidio hacer todas esas hojas...Debe ser aburrido...". "Cállate", me dijo Degas, "si no fuera aburrido, no sería divertido."